# Hidroelektrarna Edling
Hidroelektrarna Edling (izvirno nemško Kraftwerk Edling) je ena izmed hidroelektrarn v Avstriji; leži na reki Dravi. Spada pod podjetje Verbund Austrian Hydro Power.

## Zgodovina
Hidroelektrarno so začeli graditi leta 1959. Gradnja je bila končana leta 1962. 
Moč elektrarne je 87 MW in na leto proizvede 407 milijona kWh.